# أمية بن خالد
أمية بن خالد بن الأسود بن هدبة بن عتبة أبو عبد الله القيسي الأزدي، من رواة الحديث النبوي وهو ثقة. أخو هدبة بن خالِد، من بني قيس بن ثوبان، من الأزد، وكان أكبر من هدبة.

## روايته للحديث النبوي
- روى عن: أبي شيبة إِبراهِيم بن عثمان العبسي، وإسحاق بن يحيى بن طلحة بن عبيد الله، وحصين بن نمير، وحماد بن سلمة، وسفيان الثوري، وشعبة بن الحجاج، وخاله طلحة بن النضر الحداني، وعبد الرحمن بن عبد الله المسعودي، وعبد الملك بن الحسن الجاري، ومحمد بن عبد اللهِ بن مسلم ابن أخي الزهرِي، والمستمر بن الريان، وموسى بن ثروان، وهشام بن سعد، وأبي الجارية العبدي.
- روى عنه: أبو الأشعث أحمد بن المقدام العجلي، وأبو أيوب سليمان بن عبيد الله الغيلاني البصرِي، وعبد الرحمنِ بن بشر بن الحكم النيسابوري، وعبد الرحمنِ بن عبد الوهاب العمي البصرِي، وعلي بن الحسين الدرهمي، وعلي ابن المديني، وعمرو بن علي الفلاس، وعمرو بن يزيد الجرمي وأبو بكر محمد بن أحمد بن نافع العبدي، ومحمد بن بشار بندار، ومحمد بن عبد الأعلى الصنعاني. ومحمد بن عبد الرحمن العنبري، ومحمد بن عثمان بن أبي صفوان الثقفي، ومحمد بن عمرو بن عباد بن جبلة بن أبي رواد العتكي، ومحمد بن عمرو بن نبهان بن صفوان الثقفي، وأبو عبد اللهِ محمد بن مالك العنبري، وأبو موسى محمد بن المثنى ومسدد بن مسرهد، وأخوه هدبة بن خالِد، ويوسف بن حماد المعني.[2]

## اقوال العلماء فيه
الجرح والتعديل
- أبو حاتم الرازي: ثقة.
- أبو زرعة الرازي: ثقة.
- أبو عيسى الترمذي: ثقة.
- أحمد بن حنبل: لم يحمده في الحديث، وقال إنما يحدث من حفظه لايخرج كتابا.
- أحمد بن صالح الجيلي: ثق.
- ابن حجر العسقلاني: صدوق.
- الدارقطني: ما علمت إلا خيرا.
- الذهبي: ثقة.
- مصنفوا تحرير تقريب التهذيب: ثقة، ذكره العقيلي في الضعفاء بسبب حديث واحد وصله وأرسله فكان ماذا.